# オフブロードウェイジャパン
オフブロードウェイジャパン（英表記：Off-Broadway-Japan、略称：O.B.J.）は2009年に設立された日本のホール・スペース向けエンターテインメントプロデュースプロジェクトである。（有）アイズコンプレックスが運営。

## 概要
「日本のオフブロードウェイを創る」をコンセプトとし、公共・民間ホールや企業・団体が自主公演として開催するエンターテインメント企画を提案する専門プロデューサーグループ。メンバーは音楽・演劇・パフォーマンス・ダンス・伝統芸能など、様々な分野に精通したプランナーで構成されており、プロダクションやジャンルを超えたフリーランスの人材で構成されている。
活動は全国のホール・企業を対象としている。また、その内容などの広報をフリーペーパー及びウェブサイトで行っており、主催事業や企画を積極的に実施するホール・施設も紹介している。
なお、Off-Broadway-Japanは2009年に商標登録されている。

## エンターテインメント企画
オフブロードウェイジャパンは既に著名となっている公演やアーティストの単独公演等は扱わず、全てメンバー発案。プロデュースによるオリジナル企画を旨としている。したがって初演の企画が多く、再演でも演出や内容などをリメイクした企画になっており、独自性は高い。また国内で活動するアーティストから派生した企画、実験性の高いエンターテインメントもラインナップされる。
公演実績
- 2007年7月13日 - 落語組曲（場所：THE GRANDHALL（東京都港区）、出演：谷川賢作・橘家蔵之助・太田その・春風亭ぽっぽ）[2]

## 主要構成メンバー
- 今井コウジ：企画プランナー・演出家
- 宮原麻子：音楽コーディネーター、プロデューサー
- 楠瀬寿賀子：音楽コーディネーター、プロデューサー（津田ホールプロデューサー）
- 清水弘：サウンドクリエーター、プロデューサー
- 伊東保典：ライティングデザイナー、空間演出、プロデューサー
- 北川44：演劇プロデューサー（44 Produce Unit主宰）
- 並木裕：音楽プロデューサー、ディレクター
- 小林清志：プロデューサー（Off-Broadway-Japan渉外担当）
- 渡辺浩乃：コーディネーター

## 賛同アーティスト
- 谷川賢作（作曲・編曲家、ピアニスト）
- 井上道義（指揮者）
- 橘家蔵之助（落語家）
- mao company（パペット&影絵）
- クァルテット・スピリタス（サックス演奏グループ）
- 紺野美沙子（女優）
- 福原徹（邦楽囃子笛方）
- 橋沢進一（演劇家、劇団あぁルナティックシアター座長）
- 球舞-CUBE-（Freestyle Football Team）
- 古橋富士雄（日本合唱指揮者協会理事長、NHK東京児童合唱団名誉指揮者）
- 曽根朗（サウンドクリエーター）
- 三浦はつみ（パイプオルガン奏者）
- 麻生八咫（活動弁士）
- Singing In The Park（コーラスグループ）

　Off-Broadway-Japan site 企画リストより